# Pauline Couriard

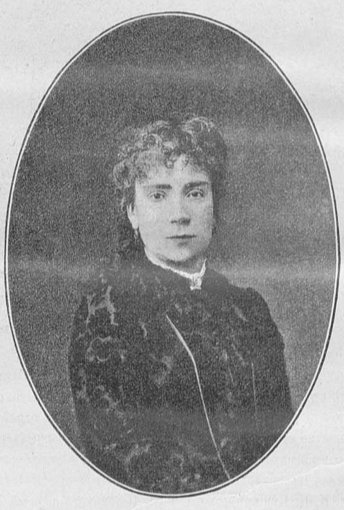
Pauline Couriard (etwa 1880)

Pauline Couriard, geboren Pelageja Petrowna Wochina, (russisch Пелагея Петровна Куриар, урожд. Вохина; * 1848 in St. Petersburg; † 21. Novemberjul. / 3. Dezember 1898greg. ebenda) war eine russische Malerin.

## Leben
Pelageja Wochina, Tochter des Generalleutnants Pjotr Wochin, erhielt eine Erziehung unter der Leitung des Malers Lew Lagorio. Ihre Werke wurden erstmals 1876 öffentlich ausgestellt, was ein großer Erfolg für sie wurde. Sie heiratete den im St. Petersburger Mariinski-Krankenhaus arbeitenden Genfer Mediziner Couriard und lebte dann in Genf.
Nach dem Tod ihres Mannes kehrte Pauline Couriard 1882 nach St. Petersburg zurück. Im selben Jahr wurde sie freies Ehrenmitglied der Kaiserlichen Kunstakademie und organisierte in St. Petersburg den Ersten Damenkünstlerkreis, in dem sich Malerinnen und Kunstliebhaberinnen trafen, Kunstabende veranstalteten und bedürftige Malerinnen und ihre Familien unterstützten. Bis 1894 war sie die Vorsitzende und das aktivste Mitglied.
Couriard veröffentlichte ein Album mit Chromolithographien ihrer Aquarell-Zeichnungen von Blumen der russischen Flora.
Zum 10. Jahrestag der Gründung des Damenkünstlerkreises 1892 erhielt Couriard von Mitgliedern und Freunden des Kreises ihr gewidmete Zeichnungen, die 1899 dem Genfer Museum übergeben wurden.
Couriard starb am 3. Dezember in St. Petersburg und wurde auf dem St. Petersburger Nowodewitschi-Friedhof begraben.

## Ehrungen, Preise
- 2 Silbermedaillen der Kaiserlichen Kunstakademie

## Werke

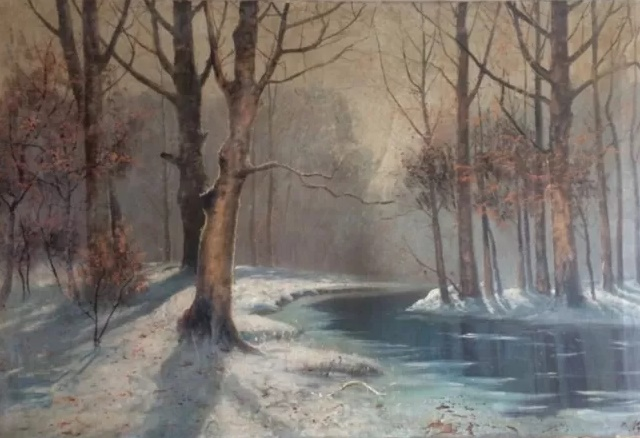
Winterlandschaft (etwa 1875)
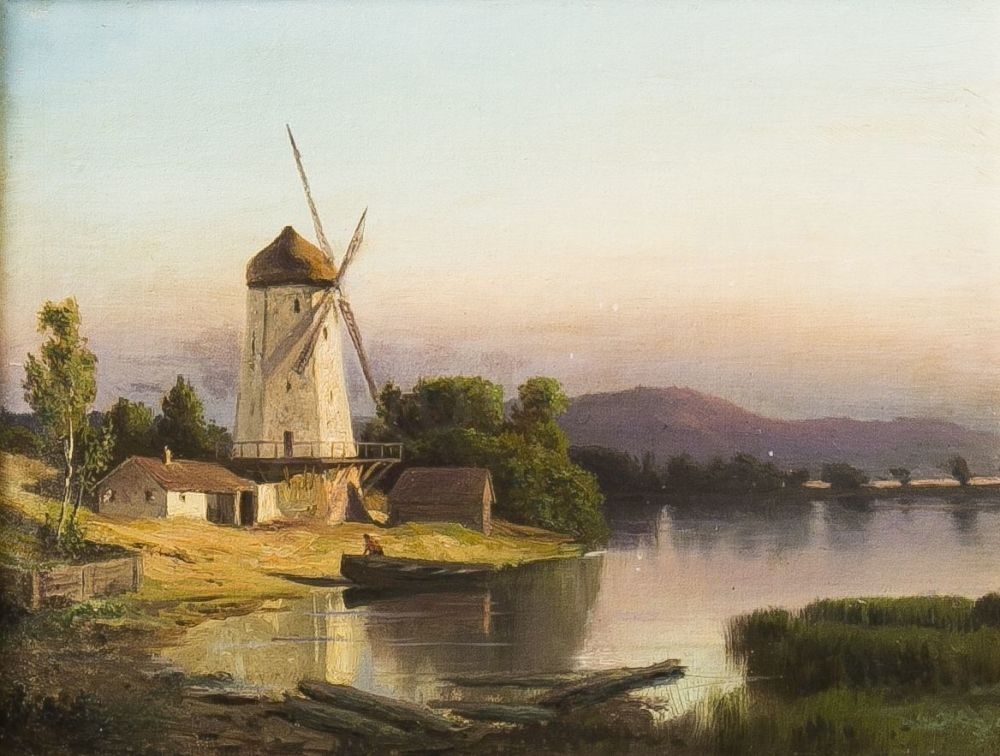
Die Mühle (etwa 1880)
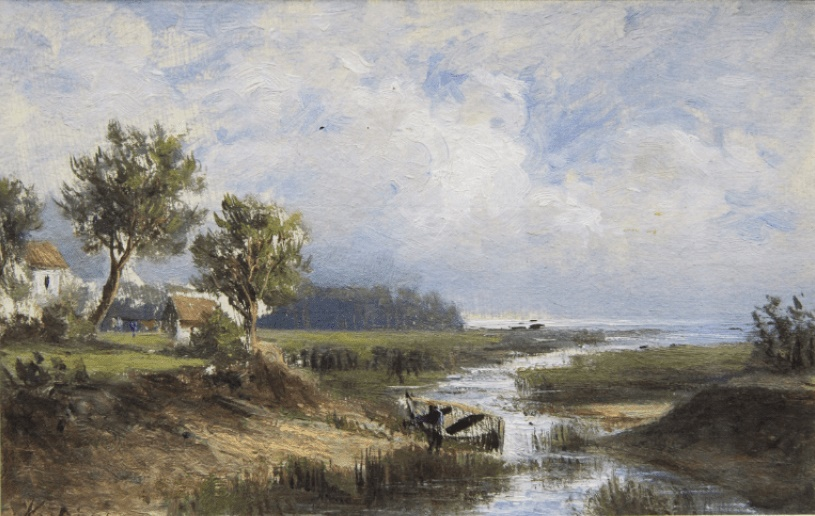
Dorflandschaft (etwa 1880)
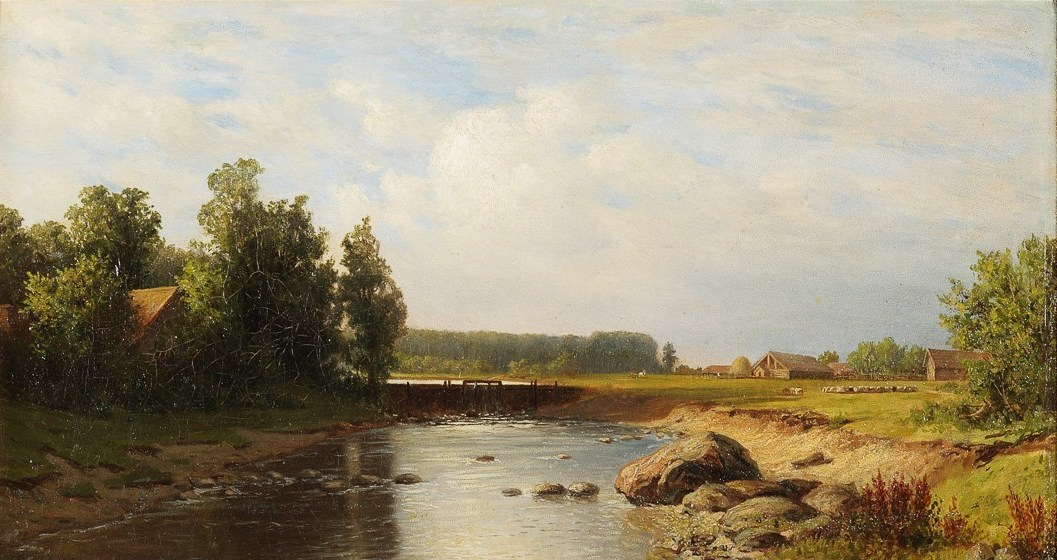
Sommerlandschaft (etwa 1884)
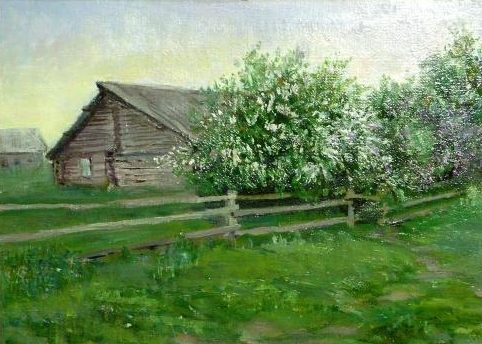
Mai-Abend